# Laurobasidium
Laurobasidium är ett släkte av svampar. Laurobasidium ingår i familjen Exobasidiaceae, ordningen Exobasidiales, klassen Exobasidiomycetes, divisionen basidiesvampar och riket svampar.
|               | Exobasidium                           |
|               |                                       |
|               | Austrobasidium                        |
|               |                                       |
|               | Muribasidiospora                      |
|               |                                       |
|               | Arcticomyces                          |
|               |                                       |
|               | Endobasidium                          |
|               |                                       |
| Laurobasidium | \| \| Laurobasidium lauri \| \| \| \| |
|               | \| \| Laurobasidium lauri \| \| \| \| |
|               | Laurobasidium lauri                   |
|               |                                       |

|  | Laurobasidium lauri |
|  |                     |

## Bildgalleri

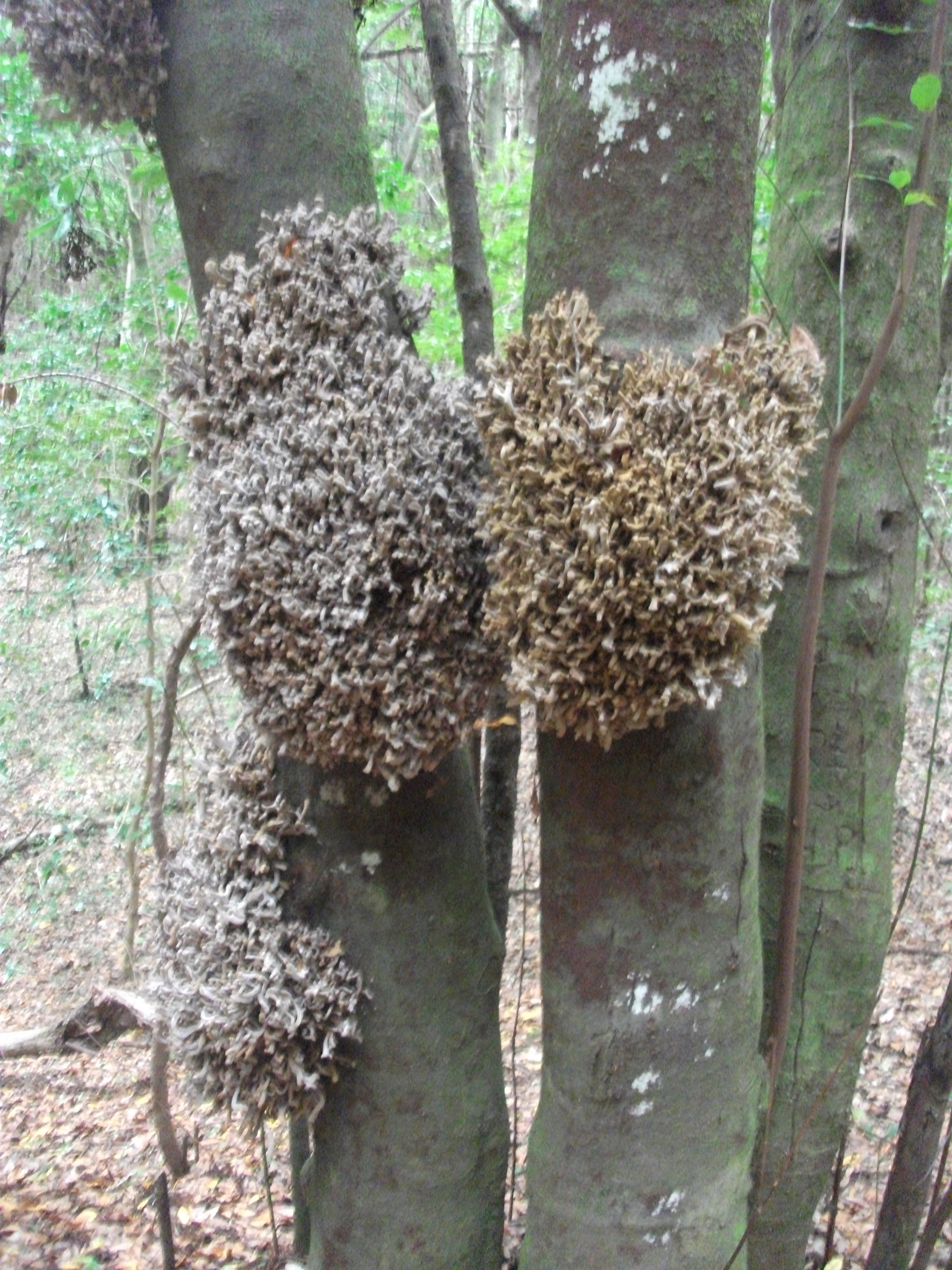